# Platyura similis
Platyura similis är en tvåvingeart som först beskrevs av Johannes Winnertz 1863.  Platyura similis ingår i släktet Platyura och familjen platthornsmyggor.
Artens utbredningsområde är Tyskland. Inga underarter finns listade i Catalogue of Life.